# Shiva Purana
Shiva Purana (»Šivina purana«) hinduistički je tekst. Spis je vrlo važan u šivaizmu, sekti hinduizma.

Tekst, napisan na sanskrtu, spominje boga Šivu i božicu Parvati. Štovatelji »Gospoda Šive« smatraju Shivu Puranu posebno svetom. Autor je teksta nepoznat. Ova purana spominje kozmologiju, mitologiju, veze bogova, etiku, jogu, rijeke i druge teme.
Tekst slavi razna božanstva, uključujući Višnua i avatara Krišnu.
Purana spominje da Šiva predstavlja dušu.